# Dmîtrivka, Petropavlivka
Dmîtrivka (în ucraineană Дмитрівка) este localitatea de reședință a comunei Dmîtrivka din raionul Petropavlivka, regiunea Dnipropetrovsk, Ucraina.

## Demografie
Componența lingvistică a localității Dmîtrivka
     Ucraineană (95,04%)
     Rusă (4,48%)
     Alte limbi (0,06%)
Conform recensământului din 2001, majoritatea populației localității Dmîtrivka era vorbitoare de ucraineană (95,04%), existând în minoritate și vorbitori de rusă (4,48%).